# Распад Великой Колумбии
Распад Великой Колумбии (исп. Disolución de la Gran Colombia) — исторические события первой половины XIX века, в результате которых было ликвидирована созданная Симоном Боливаром Великая Колумбия и на её территории были образованы независимые государства Эквадор, Венесуэла и Республика Новая Гранада.

## Предыстория

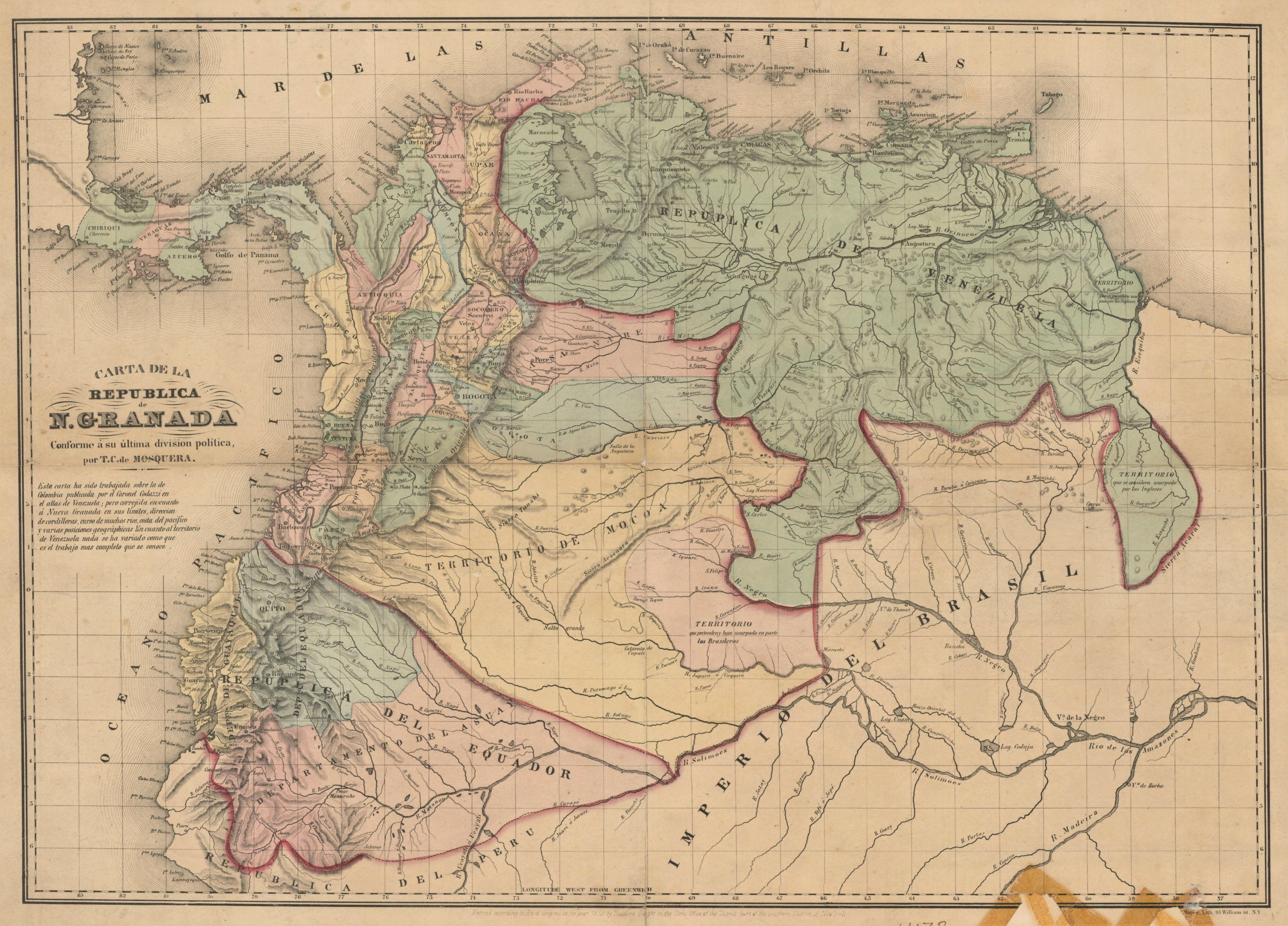
Границы образовавшихся при распаде единого государства Венесуэлы, Колумбии и Эквадора в 1852 году

Освободивший Южную Америку от испанского владычества Симон Боливар пытался создать на континенте единое государство, но ему противостояли местнические устремления различных групп, которые хотели обладать всей полнотой власти на своей территории и не желали иметь власть над собой. В единое государство ему удалось объединить только север и северо-запад континента, где было образовано государство Колумбия (чтобы отличать от одноимённого современного государства, в исторических работах его называют «Великой Колумбией»).
В 1821 году Конгресс в Кукуте принял Конституцию 1821 года, в которой закреплялось разделение Великой Колумбии на три департамента: Кито, Кундинамарка и Венесуэла. Каждый департамент страны управлялся интендантом, назначаемым президентом, и губернатором. Боливар оставил вместо себя во главе страны вице-президента Сантандера, а сам во главе войск отправился на юг, продолжать освобождение континента от испанцев.
В результате постоянных атак партизан-роялистов и преобладающего страха перед предполагаемым «Священным союзом» между Францией и Испанией для возвращения американских колоний Франсиско де Паула Сантандер издал 31 августа 1824 года декрет о всеобщем призыве всех граждан в возрасте от 16 до 50 лет, требуя от департамента Венесуэлы отправить в Боготу контингент численностью 50 000 человек. Генерал Хосе Антонио Паес, исполнявший функции генерал-коменданта, почти на год затягивал исполнение указа, опасаясь не только всеобщего бунта, но и выражая свое неудовольствие решениями центрального правительства.
После ряда событий, в том числе нескольких восстаний в Венесуэле из-за насильственной вербовки, постоянного давления со стороны Боготы с целью соблюдения указа, а также вмешательства влиятельных лидеров, включая Мигеля Пенья, наконец, 30 февраля Хосе Антонио Паэс объявил о неповиновении, а в апреле 1826 года принял на себя управление Венесуэлой и обязался не подчиняться приказам центрального правительства Боготы. Боливар, желая сгладить конфликт, был вынужден отправиться на север и 31 декабря 1826 года прибыл в Пуэрто-Кабельо, где объявил амнистию людям Паэса, а его самого признал верховным гражданским и военным правителем Венесуэлы. В обмен на это Паэс согласился подчиниться верховной власти Боливара. Однако разногласия между венесуэльцами и Новой Гранадой усилились из-за задержки конституционных реформ, и усилились в последующие годы.
Боливар вернулся в Боготу в начале 1827 года, встретив сильное сопротивление в политических кругах, группировавшихся вокруг генерала Сантандера. Доверие, которое Боливар оказывал своим ближайшим военным сотрудникам, в основном венесуэльцам и англичанам, добавили еще одну причину к разногласиям между им и членами конгресса. Затем было задумано провести конституционную реформу, о которой просили несколько лет назад, и конгресс созвал новое Учредительное собрание в Кукуте. Упомянутое собрание собралось 9 апреля 1828 года в Оканье и состояло из представителей приходов. Затем произошла неизбежная конфронтация между боливарианцами и сантандеристами: сантандеристы (федералисты) добивались большого представительства, а боливарианцы решили отказаться от прений, из-за чего кворум не был достигнут. Три месяца спустя съезд закрылся безрезультатно.
Эта неспособность осуществлять демократию и разрешать конфликты посредством диалога, переговоров и голосования, стало традицией, которая преследовала партии, как злой призрак, в 19-м и 20-м веках и было причиной насилия. Несмотря ни на что, члены были определены на выборах 1 июля 1828 года.

## Сентябрьский заговор
Боливар, желая сохранить объединенную Великую Колумбию, требовал больших полномочий. 27 августа 1828 года он принял на себя законодательную власть, упразднил пост вице-президента и установил диктатуру. Франсиско де Паула Сантандер перешел в оппозицию. Боливар издал чрезвычайные экономические указы, восстанавливающие отмененные налоги и изменяющие таможенный тариф в протекционистском смысле; он распустил масонские организации, чтобы успокоить оппозицию католических сил. Боливар также разработал разработанную им конституцию, в которую вошли Перу и Боливия (поскольку последняя уже была отделена от Рио-де-ла-Плата), с сильным центральным правительством и президентом с диктаторскими полномочиями. Патриоты увидели в этих действиях возрождение монархии. Франсиско де Паула Сантандер писал Боливару: «Я четырнадцать лет сражался против Фердинанда VII не ради того, чтобы теперь у меня был король по имени Симон I». 
В результате, в сентябре 1828 года заговорщики попытались арестовать Боливара, но он успел спрятаться и при помощи верных ему людей нейтрализовал заговор. Четырнадцать заговорщиков были преданы суду, среди них адмирал Хосе Пруденсио Падилья, морской герой освободительной войны, и Франсиско де Паула Сантандер. Сантандер был вынужден отправиться в изгнание во Францию.

## Война с Перу и смерть Боливара
В 1828 году началась война между Перу и Колумбией, и Боливар был вынужден отправиться на юг. Тем временем в Колумбии стали распространяться слухи, будто бы в связи с ухудшением здоровья Боливар подыскивает себе в преемники одного из европейских принцев. Узнав об этом, Боливар решительно выступил против подобной идеи. Сам Боливар хотел видеть своим преемником Сукре, но к его удивлению Сукре отклонил его предложение стать вице-президентом Колумбии, заявив, что вначале нужно вернуть из ссылки Сантандера.
Летом 1829 года война с Перу закончилась, и Боливар вернулся в Боготу. По пути он узнал, что Паэс претендует на восстанавливаемый пост вице-президента, полагая, что раз раньше его занимал представитель Новой Гранады Сантандер, то теперь настала очередь представителя Венесуэлы (то есть Паэса). В связи с плохим состоянием здоровья Боливар 1 апреля 1830 года удалился из Боготы для лечения, а затем объявил об уходе в отставку. 4 мая Конгресс решил, что новым президентом страны станет Хоакин Москера, а пока он не прибудет в Боготу — его обязанности будет исполнять избранный вице-президентом Доминго Кайседо.
2 августа Кайседо был вынужден вновь начать исполнять обязанности президента из-за болезни Москеры. В это время в Боготе размещалось два батальона войск: из венесуэльцев, лояльных Боливару, и из колумбийцев, лояльных Сантандеру. Кайседо приказал передислоцировать венесуэльский батальон в город Тунха, что вызвало волнения среди проживающих в Боготе венесуэльцев. В последовавшей схватке батальон венесуэльцев разгромил батальон колумбийцев, и президент Москера с вице-президентом Кайседо покинули столицу. Чтобы спасти страну от развала (и надеясь вернуть Боливара на пост президента) министр обороны Рафаэль Урданета 5 сентября 1830 года провозгласил себя главой государства. Однако 17 декабря 1830 года Симон Боливар скончался.

## Отделение Венесуэлы
В связи с тем, что конгресс, собиравшийся весной 1830 года в Боготе, не смог примирить различные фракции между собой, 6 мая 1830 года в Валенсии была провозглашена независимость Венесуэлы. Паэс был объявлен президентом Венесуэлы, а 22 сентября 1830 года в Валенсии была принята конституция, окончательно закрепившая отделение Венесуэлы от Великой Колумбии.

## Образование Эквадора
Узнав об отделении Венесуэлы, 13 мая 1830 года Южный округ провозгласил свою независимость под названием «Республика Эквадор»; её главой стал Хуан Флорес. 19 и 20 мая об отделении от Колумбии и присоединении к Эквадору заявили департаменты Гуаякиль и Асуай. 14 августа в Риобамбе собралась Конституционная Ассамблея, и 22 сентября была принята конституция Эквадора, провозглашавшая, среди прочих статей, что департаменты Асуай, Гуаякиль и Кито объединяются вместе, образуя единый независимый орган с названием «Государство Эквадор». Хуан Хосе Флорес стал президентом нового государства, а Хосе Хоакин де Ольмедо - вице-президентом.

## Попытка отделения Панамы
После этих отделений Великая Колумбия стала состоять только из центрального региона, который в то время включал в себя бывшие департаменты Бояка, Каука, Кундинамарка, Магдалена и Истмо (Панама).
26 сентября 1830 года Департамент Истмо (Панама) также отделился от колумбийского государства. Его управляющим был панамский генерал-мулат Хосе Доминго Эспинар, не разделявший предпочтений панамской олигархии и большой сторонник Боливара, чьим секретарем он был. Эспинар, поддержанный народом столичных пригородов, восстал против господствовавшего правительства, ожидая возвращения Боливара к власти. Панамская делегация отправилась в Барранкилью, где находился больной Боливар, чтобы пригласить его на перешеек, чтобы восстановить власть и восстановить расчлененную Великую Колумбию. Боливар отказался от такого предложения и посоветовал своему бывшему секретарю вновь включить перешеек в состав Колумбии. 
Вторая попытка отделения была предпринята 9 июля 1831 года венесуэльским полковником Хуаном Элихио Альзуру при поддержке панамской олигархии как в столице, так и во внутренних районах. Чтобы восстановить порядок на перешейке, правительство Новой Гранады поручило генералу Томасу Эррере повторно включить провинцию в Республику. Эррере удалось захватить Альзуру и расстрелять его 29 августа. Панама осталась в составе Колумбии. 

## Образование Республики Новая Гранада
Ещё 10 ноября 1830 года генерал-комендант департамента Каука Хосе Обандо собрал в Буге Ассамблею, которая призвала к борьбе с диктатурой Урданеты. В феврале 1831 года объединённые силы Обандо и Хосе Лопеса перешли в наступление, и Урданета согласился на мирные переговоры, вернув 28 апреля власть законному президенту Москере.
В связи с фактическим распадом страны 15 ноября 1831 года была собрана Конституционная Ассамблея, которая с 23 ноября 1831 года установила власть временного правительства и избрала вице-президентом генерала Хосе Мария Обандо (в связи с отсутствием президента он стал, фактически, и. о.президента).
29 февраля 1832 года Национальный конвент, состоявший из представителей провинций Антьокия, Барбакоас, Картахена, Момпос, Нейва, Памплона, Панама, Пасто, Попайян, Сокорро, Тунха, Велес и Верагуас утвердил новую Конституцию, в соответствии с которой государство получило название «Республика Новая Гранада».